# Griessteig
Der Griessteig (auch Griesteig oder Griestisch) war ein Handels- und Verkehrsweg im niederösterreichischen Waldviertel.
Das Wort „Grie“ bezeichnet ein sandiges Ufer oder eine sandige Stelle. Der Griessteig begann an der Donau bei Marbach an der Donau und zog über Rappoltenreith und Bruck nach Laimbach, am Schloss Wimberg vorbei und durch die Ysperklamm und durch den Weinsberger Wald nach Rappottenstein. um in den Polansteig zu münden. Seine Fortsetzung fand der Griessteig im Beheimsteig, der von Zwettl nach Norden lief. 
Eine ähnliche, aber ältere Variante durch das Weitental war der Steinerne Weg. 